# 天合聯盟

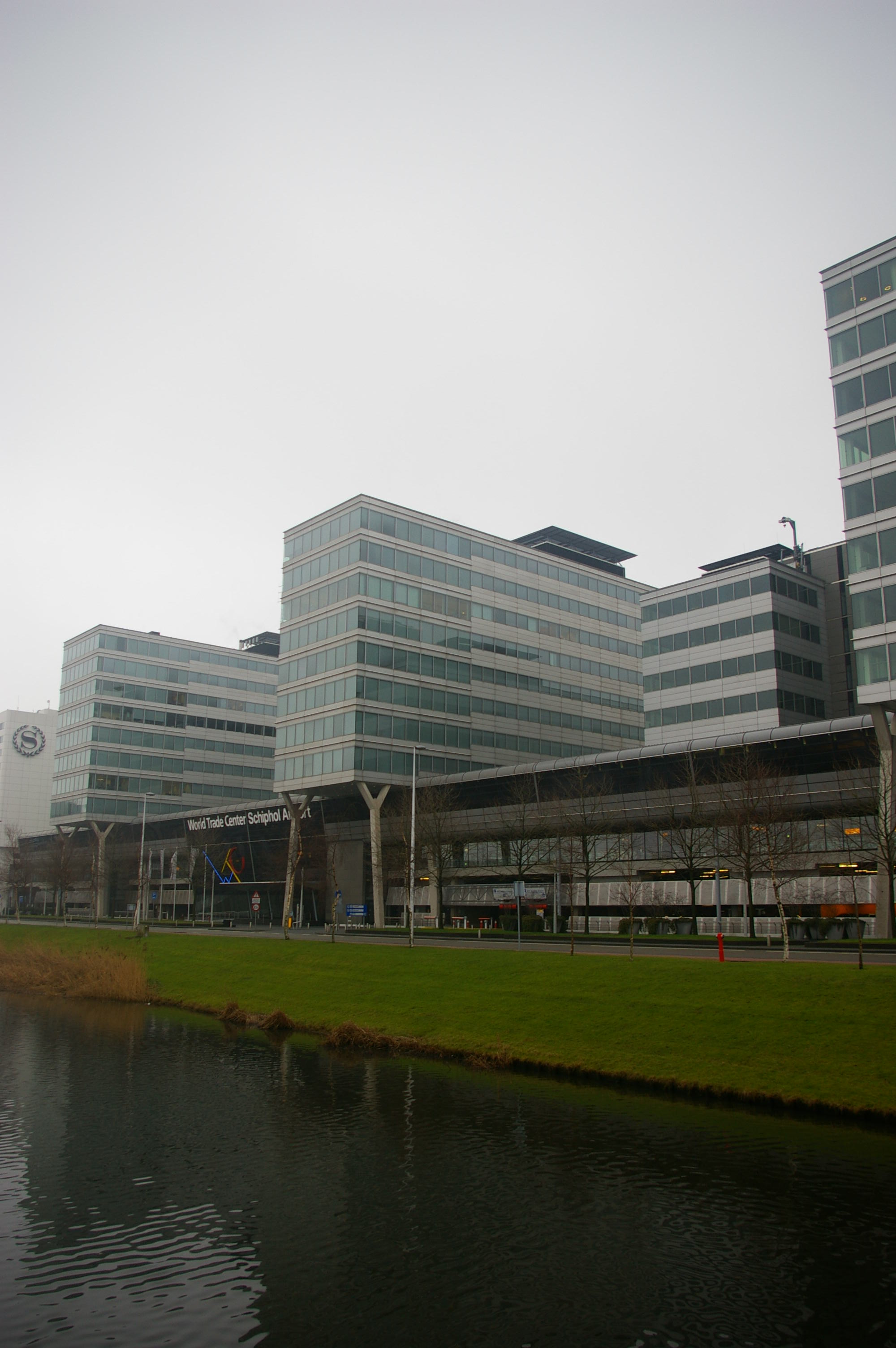
天合聯盟的總部，位於阿姆斯特丹史基浦機場附近的世界貿易中心

天合聯盟（SkyTeam）是由18家航空公司組成的航空聯盟。初期由4間不同國家的大型航空公司所組成，透過共用成員航線網、航班時間、票務、代碼共享、乘客轉機、飛行常客計劃、機場貴賓室等資源進行多方面合作，強化聯盟各成員的競爭力。
天合聯盟於2000年6月22日由法國航空、達美航空、墨西哥國際航空和大韓航空共同成立。2004年9月，計劃中的航翼聯盟加入，荷蘭皇家航空亦成為其成員，使天合聯盟成為全球第二大航空聯盟。
天合聯盟是迄今為止最年輕、規模第二的傳統航空聯盟。最高曾同時有20家航空公司為正式會員。
截至2014年3月，天合聯盟成員航空公司的目的地覆蓋全球175個國家和地區，共1,150個目的地，每天營運14,500班航班，擁有4,400架飛機。天合聯盟及其成員的員工總人數為459,781人。另外，天合聯盟在全球設有564個貴賓休息室，每年運載旅客達5.88億人。

## 簡介
航空聯盟的概念源自更早以前就存在於民用航空業界的班號共用（Code-Sharing）與延遠航線代理制度。代碼共享令航空公司間很大程度上實現了無縫連接，這種緊密的合作曾被懷疑為不正當競爭行為，並導致歐盟展開對該聯盟成員實質合併的調查。在天合聯盟成立之前，西北航空和荷蘭皇家航空自1993年起便共同一起經營，是現代航空聯盟體系的先行者，在更早的幾十年前，航空公司間已存在搭配和合作制度，甚至共同執行行銷活動，但合作方式較分散雜亂。1997年，星空聯盟由聯合航空與漢莎航空這兩間分別來自美洲與歐洲的民航巨擘為主幹，再加上加拿大航空、北歐航空與泰國國際航空這五間航空公司宣佈星空聯盟正式成立。星空聯盟的成立，形成了規模、聯合競爭模式，創造航空發展史上的一個新里程碑。這促使了其競爭對手組合在一起，並成立其他聯盟，以抗衡星空聯盟。1999年，寰宇一家成立；2000年，天合聯盟由法國航空、達美航空、墨西哥國際航空和大韓航空共同成立。

## 歷史
- 2000年6月，墨西哥國際航空、法國航空、達美航空和大韓航空共同成立天合聯盟。而各成員亦開始提供一系列的優惠措施。
- 2001年，捷克航空、意大利航空（重整前）正式加入天合聯盟。
- 2004年，荷蘭皇家航空與法國航空合併並正式加入天合聯盟。同時加入天合聯盟的還有西北航空（已被達美航空合併）和美國大陸航空（已於2009年退出，之後與聯合航空合併）。
- 2006年，俄羅斯航空正式加入天合聯盟。[6][7]
- 2007年，中國南方航空正式加入天合聯盟，成為第一間加入航空聯盟的中國大陸航空公司。[8]同時加入天合聯盟的還有歐羅巴航空和肯雅航空。
- 2009年，重整後的意大利航空正式加入天合聯盟。美國大陸航空與聯合航空宣佈達成共識後退出天合聯盟，並加入星空聯盟。
- 2010年，羅馬尼亞航空、越南航空正式加入天合聯盟。
- 2011年，中國東方航空[9][10]、中華航空[11]正式加入天合聯盟。同時，天合聯盟推出天合優享，成為首個推出整體優惠的航空聯盟。
- 2012年，沙特阿拉伯航空[12][13]、中東航空[14][15]、阿根廷航空[16][17]、廈門航空[18]正式加入天合聯盟，廈航成為第四間加入天合聯盟的大中華區航空公司。
- 2013年，南航、廈航、東航與華航於台北成立「大中華攜手飛」，強化兩岸航線的合作。
- 2014年，嘉魯達印尼航空於3月5日加入天合聯盟。[19][20][21]
- 2018年11月15日，中國南方航空宣佈自2019年1月1日起不再續簽天合聯盟協議。[22][23]
- 2021年，ITA航空於10月29日加入天合聯盟。
- 2022年，因俄烏戰爭緣故，聯盟暫停俄羅斯航空會籍。
- 2023年，英國維珍大西洋航空加入天合聯盟。
- 2024年，北歐航空因應法荷航集團收購其股份而離開星空聯盟，並加入天合聯盟。同年10月，捷克航空因應其營運模式改變而退出天合聯盟。
- 2025年，ITA航空因汉莎集团并购，退出天合联盟。

## 合作方式
天合聯盟透過以下方式提高成員的營運效率：
- 共同的飛行常客獎勵計劃和兼容的優惠服務。乘客只需申請任何一間成員航空公司提供的其中一個獨立常客計劃，就可以將乘搭不同航空公司航班所累積的里數計算在一個常客計劃。除此之外，原本是跨公司的轉機延遠航段也被視為同一間公司內部航線的銜接，因此在票價上較有機會享有更多優惠。
- 實施「同一屋檐下」計劃。聯盟成員航空公司在主要機場使用同一航廈，共用機場設施，如值機櫃枱、行李設施、中轉櫃枱、貴賓室和辦公區域等。

以臺灣桃園國際機場為根據地的中華航空目前情況較特殊，由於受到台灣法規限制必須使用兩座航廈，所以現在是依照營運航線的不同而平均分配使用兩座航廈，華航與大韓航空共用第一航廈，與荷蘭皇家航空與越南航空共用第二航廈。桃園機場目前因為流量大增正在興建第三航廈，興建完成後將以聯盟作為區別，而第三航廈將分配給華航集團使用，因此華航集團及天合聯盟所有的成員和聯營航空組合，將在完工後同步搬遷至第三航廈；由於第三航廈尚未完工，華航與同為天合聯盟成員的中國南方航空（已退出聯盟，但與華航保有合作協議）、中國東方航空、廈門航空合作推出的「大中華攜手飛」計劃目前需暫時使用兩岸航線專用的第二航廈。
另外，北京機場管理單位首都機場集團因應客流量需求，而另建北京大興國際機場（PKX），目前天合聯盟成員航空公司（中華航空配置於3號航廈）均配置於北京首都國際機場2號航廈，遠期計畫將以航空聯盟區分，天合聯盟成員航空公司及中國南方航空前成員將搬遷至北京大興國際機場，而寰宇一家、星空聯盟成員航空公司則維持留在北京首都國際機場。
- 隨着全球網絡的建立協調一致的定期航班。
- 單張機票可乘搭聯盟其他航空公司的航班。
- 協調一致的服務品質。
- 共同訂購或租賃飛機零件。
- 共用航線網路及停機位。

## 天合聯盟貴賓室
為強化聯盟機場基礎及貴賓設施，2009年天合聯盟於倫敦希斯路機場四號航站樓開啟首間以聯盟品牌命名的貴賓休息室，為成員航空公司之頭等及商務艙旅客以及貴賓會員提供服務，填補於部分機場缺乏成員航空公司貴賓室的缺口，讓成員航空公司旅客不再需使用簽約或收費貴賓室，繼而能享用航空公司專屬貴賓室的優質服務。目前天合聯盟已先後於伊斯坦堡、悉尼、香港、杜拜、北京、溫哥華開設其專屬貴賓室。其後此舉也被其他航空聯盟跟隨，包括星空聯盟等航空聯盟已經陸續在各地開始其品牌旗下貴賓室。

## 天合聯盟塗裝
2010年，為慶祝天合聯盟成立十週年，每個成員航空公司的機隊機身將會塗上特別的塗裝。為了推廣天合聯盟的合作與統一形象，所有成員航空公司的飛機機身上皆繪有天合聯盟的彩帶圖樣。除了一般標準版本的機身塗裝外，所有天合聯盟成員都必須將旗下至少一架飛機（或依機隊規模大小）改為天合聯盟的統一彩帶塗裝，以提升天合聯盟的統一形象，也從此成為新加入航空公司的入盟儀式的重點（ITA航空和維珍航空除外）。天合聯盟成員航空公司均有飛機漆上天合聯盟塗裝的彩帶圖樣，而目前天合聯盟成員航空公司的聯盟塗裝機共有52架，款式方面，機身採用「雲母灰」色調組成，一橫跨整個機身長度的「SKYTEAM」字樣象徵聯盟的形象，然後在下方靠機首處繪上該成員航空公司自身的標誌，至於機尾部分設計繪上午夜藍色背景與天合聯盟企業識別。
有別於「星空聯盟」彩繪機較為開放、放寬態度，「天合聯盟」彩繪機之圖樣、款式必須現行一致，均不允許航空公司在翼端帆、引擎整流罩、駕駛艙舷窗下方和機身後方保留其航空公司原來的設計，因此中華航空於2014年後引進之越洋線寬體客機（777-300ER、777-9、A350-900XWB、A350-1000XWB）均未採用「天合聯盟」彩繪機，轉而改為末架訂單限定「全球兩大飛機製造商聯名彩繪機」（波音大藍鯨、空中巴士A350 XWB「Carbon Fiber 碳纖維」）取代相關機種執行「天合聯盟」彩繪機，而在2020年以後加入的ITA航空和維珍航空至今旗下没有任何一架飛機採用「天合聯盟」彩繪機。
2016年起，中國東方航空、中國南方航空（已退出）以及廈門航空等陸籍航空公司的天合聯盟塗裝開始在垂直尾翼上添加航空公司標誌。

## 聯盟成員
天合聯盟過去曾有兩種不同等級的成員，除標準成員航空外，另有「區域性成員航空公司」的等級，該等級成員主要是一些小型或地區性航空公司，以擴充聯盟的航線網絡涵蓋範圍。加入天合聯盟的區域性成員航空要求門檻較低，但這計劃現已取消，原是區域性成員航空公司的羅馬尼亞航空改為以正式成員加入，而巴拿馬航空與美國大陸航空則退出天合聯盟。

### 正式成員
- A 創始成員。[26]

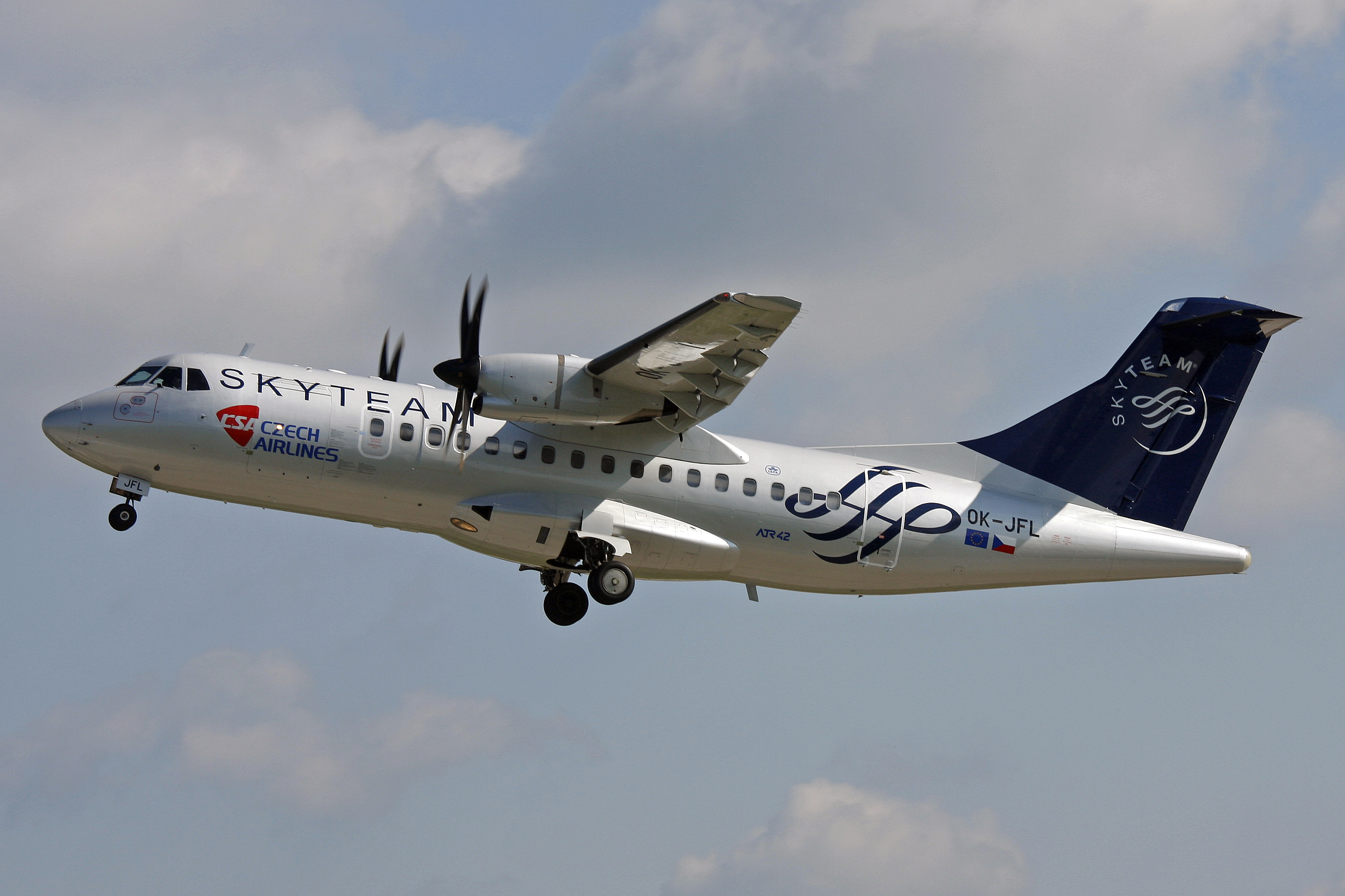
天合聯盟塗裝的捷克航空ATR 42-500；捷克航空於2001年加盟

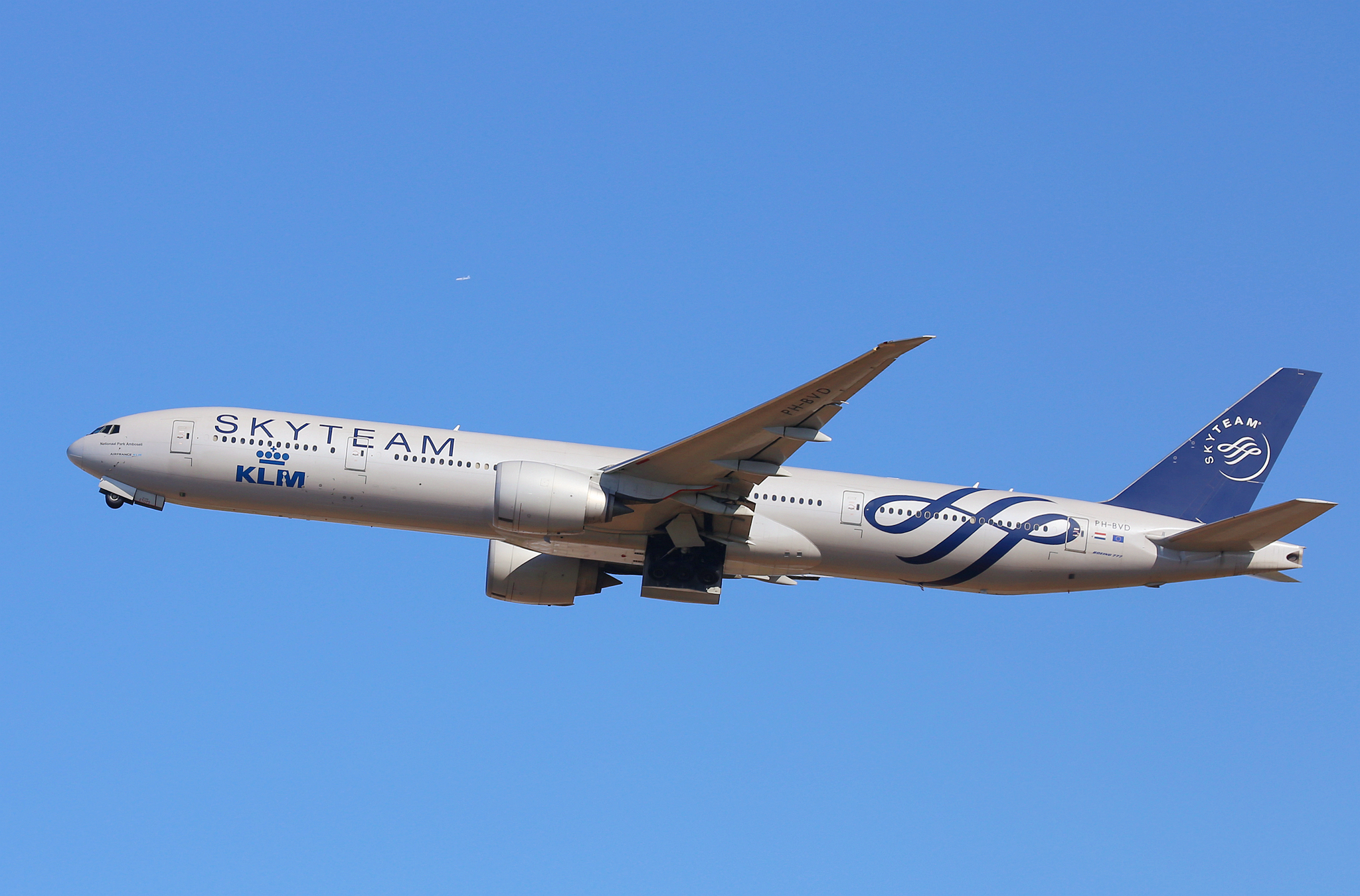
天合聯盟塗裝的荷蘭皇家航空波音777-300ER；荷蘭皇家航空於2004年加盟

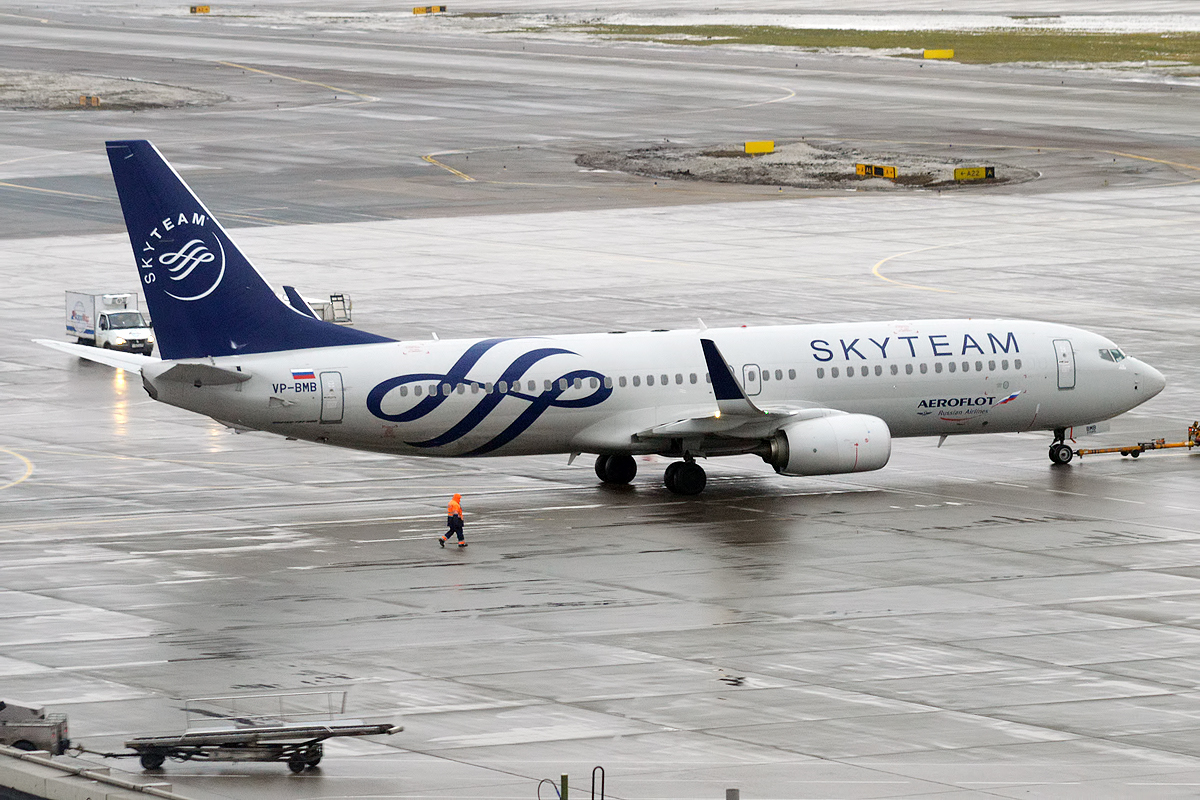
天合聯盟塗裝的俄羅斯航空波音737-800；俄羅斯航空曾於2006年加盟，2022年因入侵烏克蘭而被暫停會籍

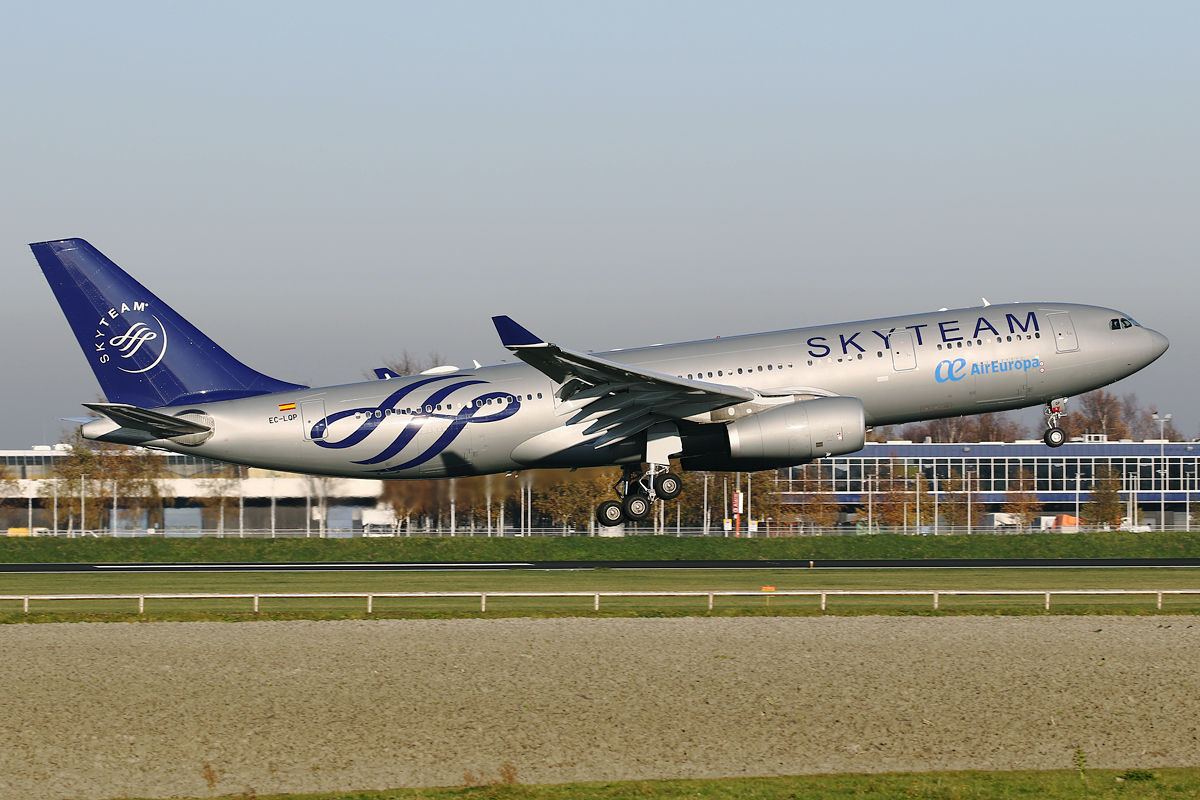
天合聯盟塗裝的歐羅巴航空空中巴士A330-200；歐羅巴航空於2007年加盟

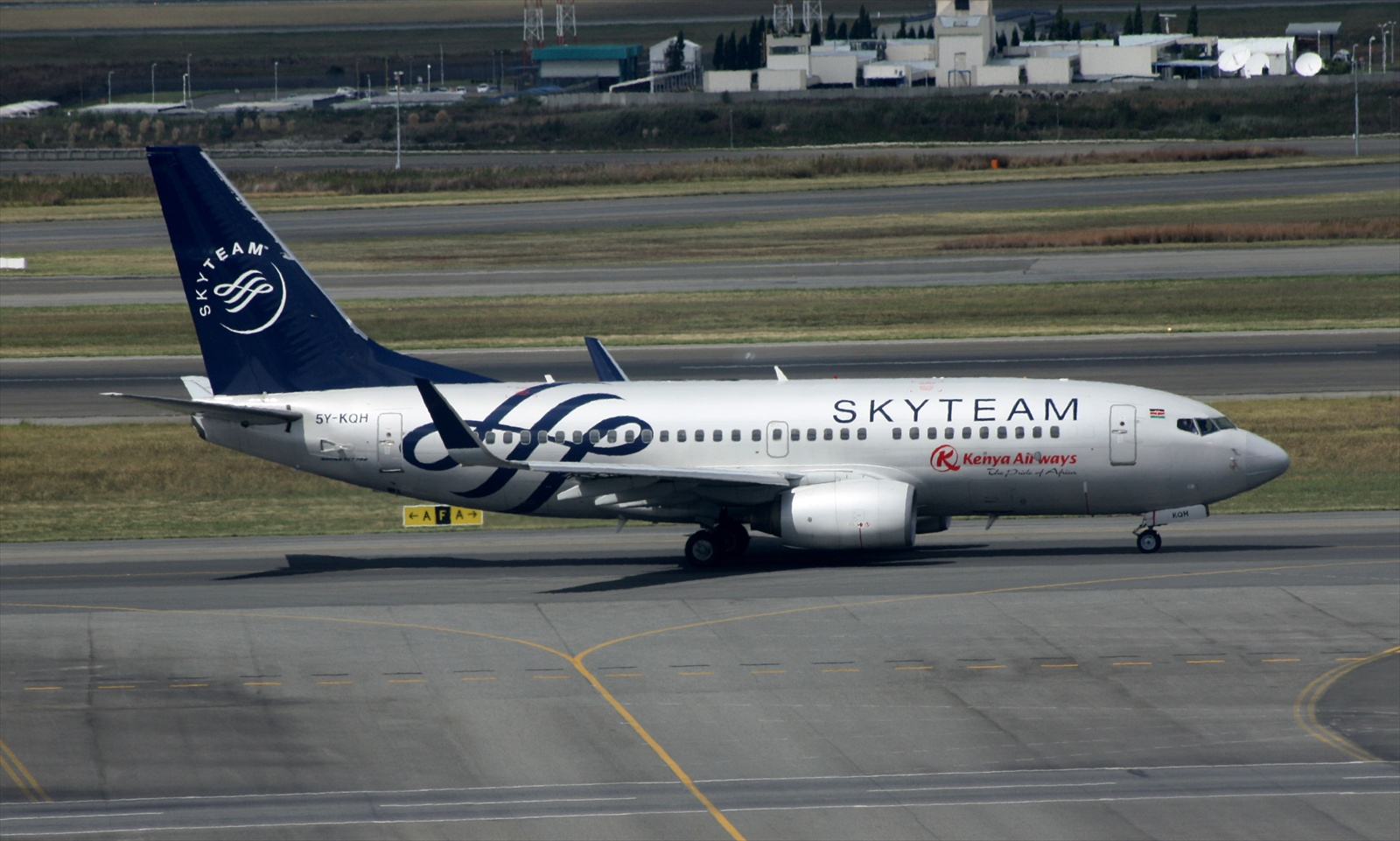
天合聯盟塗裝的肯雅航空波音737-700；肯雅航空於2007年加盟

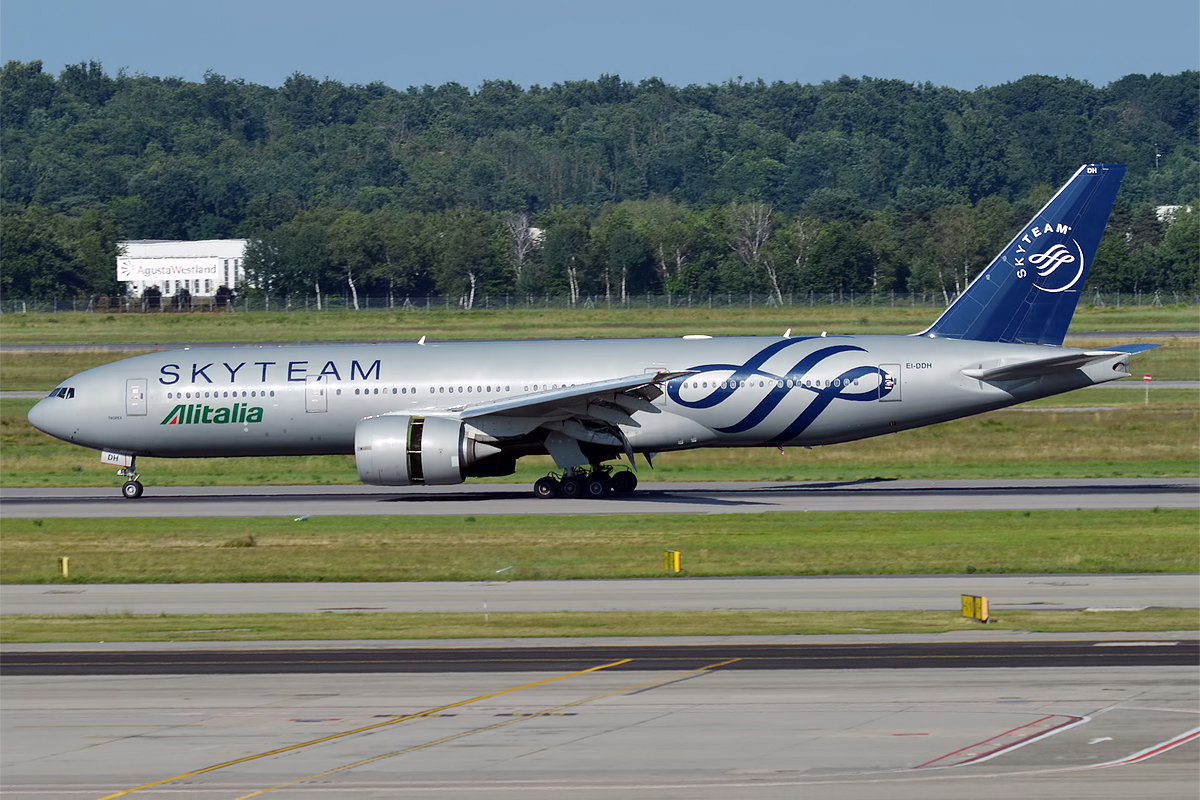
天合聯盟塗裝的意大利航空波音777-200ER；意大利航空於2009年加盟，但重组后的ITA航空由于被汉莎集团并购，而于2025年退盟

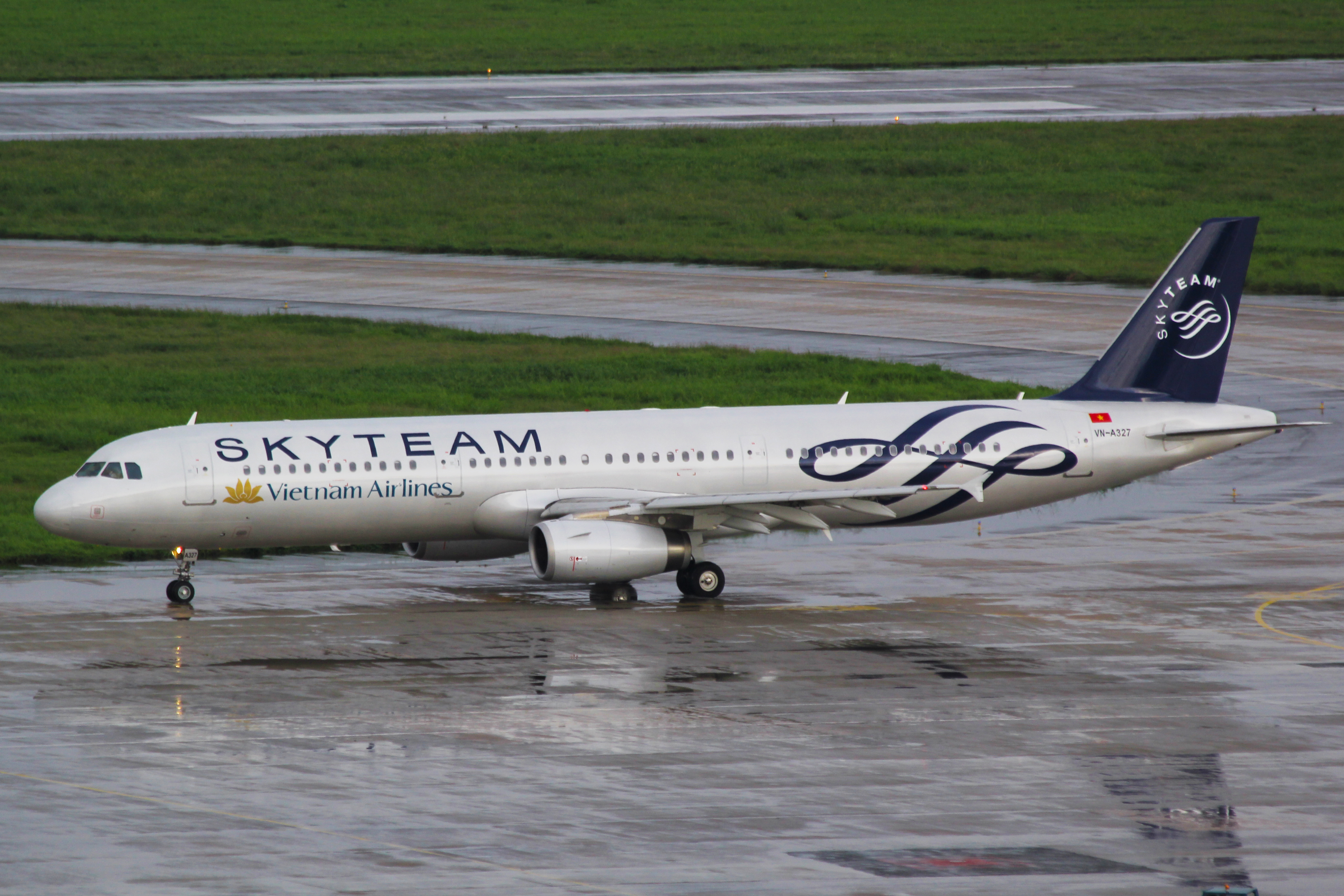
天合聯盟塗裝的越南航空空中巴士A321；越南航空於2010年加盟

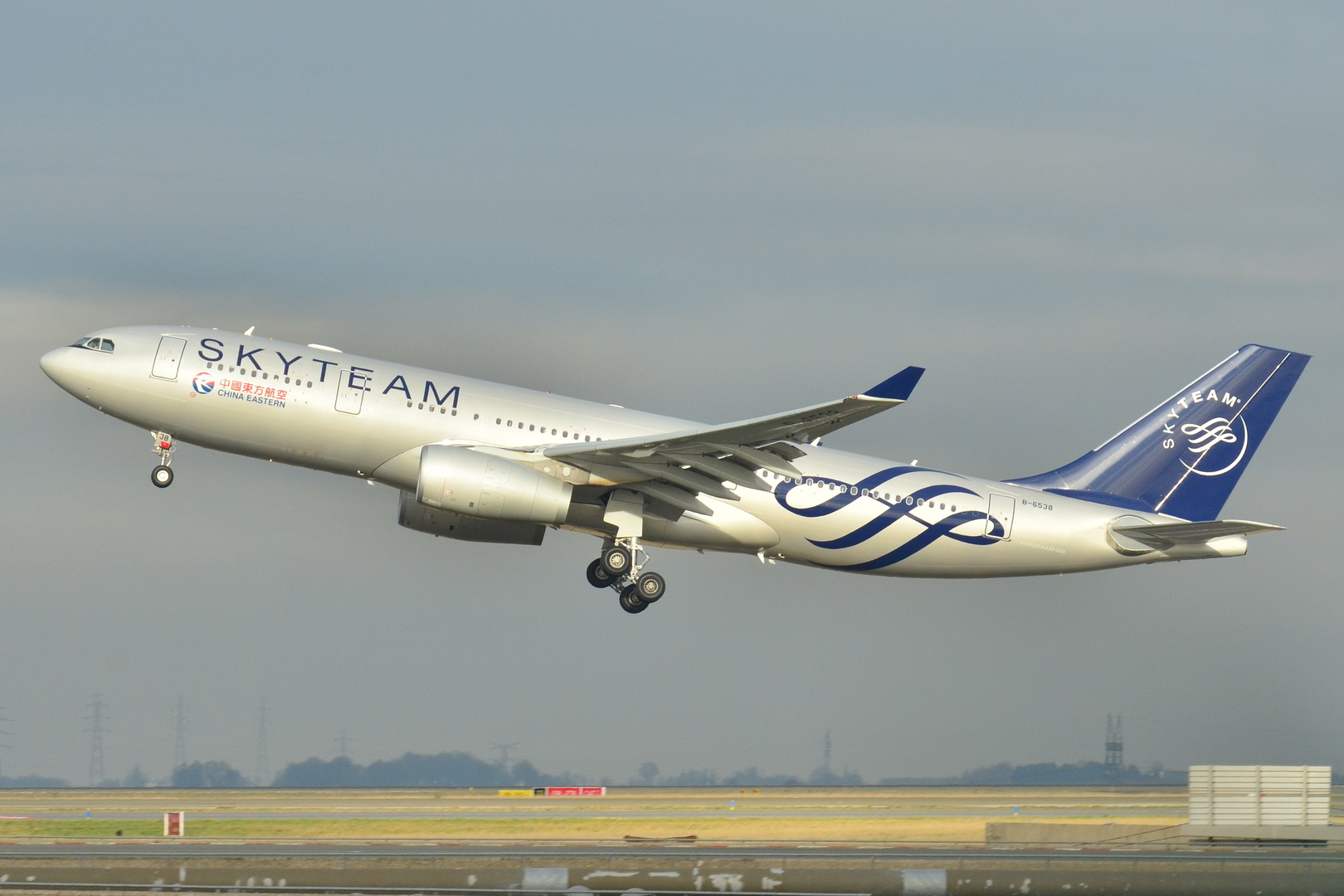
天合聯盟塗裝的中國東方航空空中巴士A330-200；中國東方航空於2011年加盟

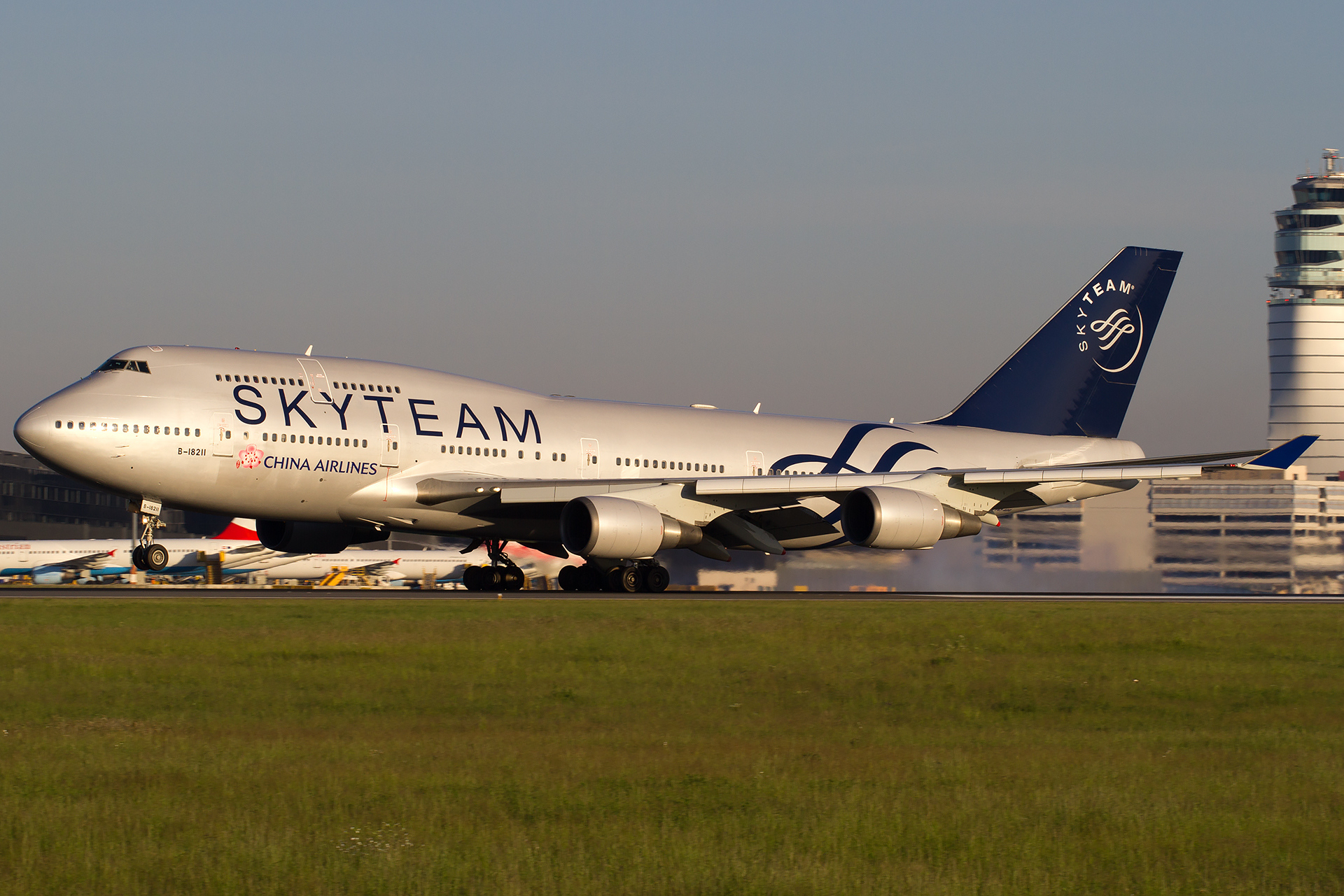
天合聯盟塗裝的中華航空波音747-400；中華航空於2011年加盟

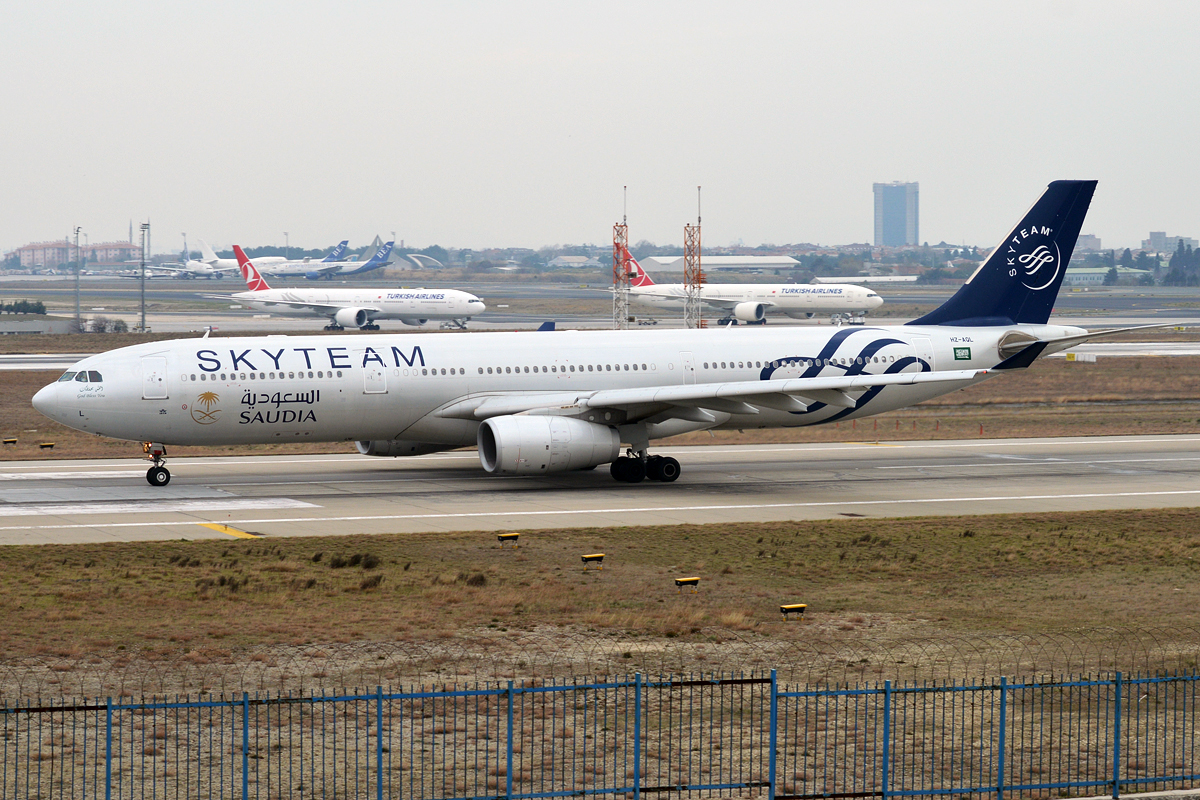
天合聯盟塗裝的沙特阿拉伯航空空中巴士A330-300；沙特阿拉伯航空於2012年加盟

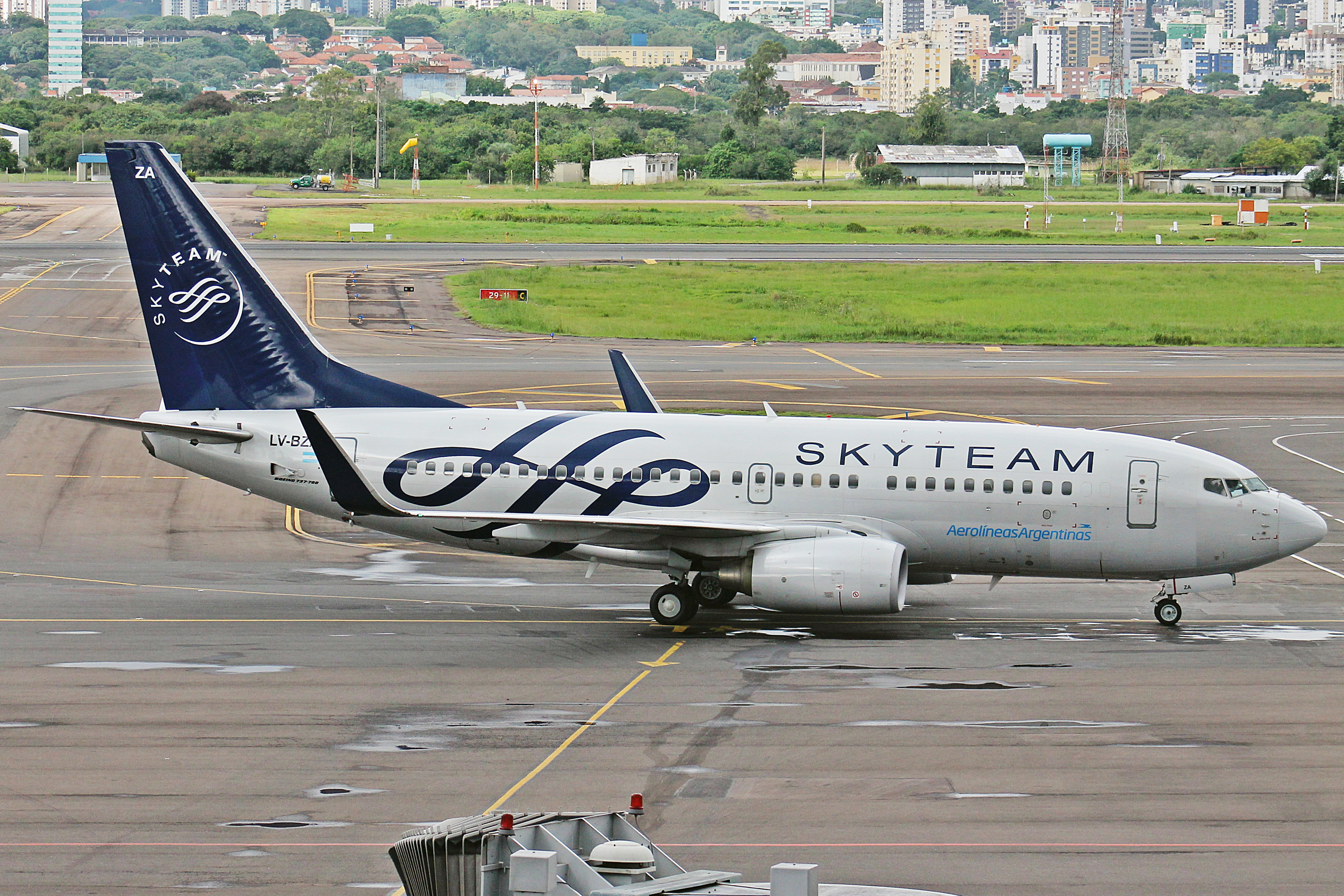
天合聯盟塗裝的阿根廷航空波音737-700；阿根廷航空於2012年加盟

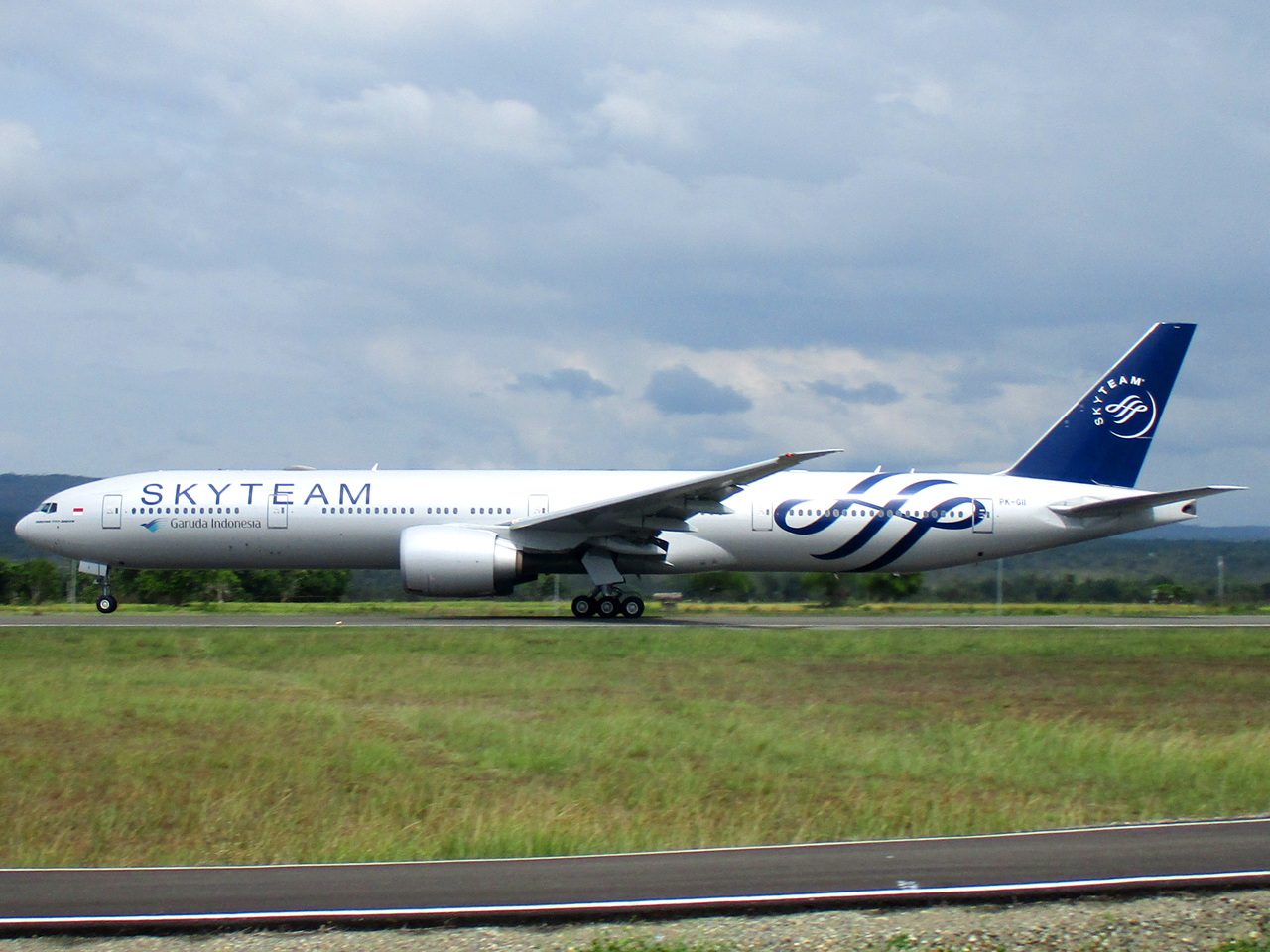
天合聯盟塗裝的嘉魯達印尼航空波音777-300ER；嘉魯達印尼航空於2014年加盟

- B 法國航空於2004年5月5日正式收購荷蘭皇家航空，並成立法荷航集團（Air France-KLM Group），目前以集團對兩間航空公司完全控股的方式，維持雙品牌的獨立經營。[27]
- C 華信航空並非聯盟附屬成員，但是由中華航空客機執飛的華信航空航班（僅限國際航班），或是華信航空客機執飛的中華航空航班（僅限國際航班），也均為天合聯盟航班營運的範圍。
- D 同時為大中華攜手飛成員。
- E 廈門航空原作為中國南方航空的附屬航空公司加入天合聯盟，在2019年南航退出天合聯盟後作為獨立成員繼續留在聯盟中。
- F 中華航空加入天合聯盟同時推出天合優享，成為天合優享創始成員。
- G 因俄烏戰爭，俄羅斯航空及旗下子公司會藉暫停。
- H 目前為星空聯盟成員。

## 貴賓會員待遇（天合優享）
天合聯盟擁有兩個精英級別：天合聯盟精英會員和天合聯盟超級精英會員。另外天合聯盟於2011年推出天合優享，目前已於800多個機場啟用，包含所有聯盟成員、聯盟附屬成員、非聯盟附屬成員但為聯盟成員之子公司的樞紐機場及重點機場，將於2013年初達到1,300個機場皆有啟動天合優享的規模，包含所有聯盟成員、聯盟附屬成員、非聯盟附屬成員但為聯盟成員之子公司的飛行目的地機場。目前只要擁有聯盟成員、聯盟附屬成員、非聯盟附屬成員但為聯盟成員之子公司的最高等級、次高等級會員均可享有天合優享之服務。天合優享之優惠內容如下：
- 優先登機櫃枱（SkyPriority專屬櫃枱或商務/頭等艙登機櫃枱）
- 享有更多免費行李托運公斤限制
- 特殊通關禮遇（有些歐美國家不適用）
- 免費進入貴賓室（有些歐美航空公司須付費）
- 優先登機
- 優先獲得座艙升等
- 優先提取行李

## 外部連結
- 天合聯盟官方網站 （页面存档备份，存于）（英文）（简体中文）（繁體中文）（法文）（西班牙文）（荷兰文）（葡萄牙文）（阿拉伯文）（俄文）（德文）（意大利文）（捷克文）（日語）（越南文）